# 野辺地警察署
野辺地警察署（のへじけいさつしょ）は、青森県警察が管轄する警察署の一つである。

## 管轄区域
- 上北郡
  - 野辺地町
  - 横浜町
  - 六ヶ所村

## 所在地
- 青森県上北郡野辺地町字新町裏1-1

## 沿革
- 1875年 - 第七大区警察出張所野辺地邏卒屯所として発足
- 1877年 - 野辺地警察署に昇格
- 1880年 - 七戸分署が警察署に昇格し、野辺地警察署は七戸警察署の分署となる
- 1926年 - 郡制廃止に伴い分署から再び野辺地警察署に昇格

## 組織
- 警務会計課
  - 警務係
  - 広聴・相談係
  - 犯罪被害者支援係
  - 会計係
- 刑事生活安全課
  - 生活安全係
  - 刑事係
- 地域課
  - 地域係
  - 自動車警ら係
- 交通課
  - 交通係
- 警備課
  - 警備係

## 交番・駐在所
括弧内は所在地を表す。

### 横浜町
- 横浜警察官駐在所（上北郡横浜町字屋敷形63-11）

### 六ヶ所村
- 尾駮交番（上北郡六ヶ所村大字尾駮字野附349-2）
- 平沼警察官駐在所（上北郡六ヶ所村大字平沼字二階坂26-1）